# 圖里夫卡 (沃倫州)
50°57′19″N 24°10′3″E / 50.95528°N 24.16750°E
圖里夫卡（烏克蘭語：Турівка）是烏克蘭西北部的村莊，隸屬沃倫州的沃洛德米爾區。該村面積0.72平方公里，2001年人口149，人口密度每平方公里207.23人。